# Trafikplats Gävle Norra
Trafikplats Gävle Norra är en numrerad trafikplats längs Europaväg 4 som har avfartsnummer 200 och utgörs av en planskild trumpetkorsning där Hamnleden (Länsväg 583) möter Europaväg 4 vid stadsdelen Sätra i norra Gävle.